# Vespadelus finlaysoni
Vespadelus finlaysoni is een vleermuis uit het geslacht Vespadelus die voorkomt in de binnenlanden van Australië, van de westkust van West-Australië tot de zuidelijke helft van het Noordelijk Territorium, West-Queensland en de noordelijke helft van Zuid-Australië. Altijd leeft hij in rotsachtig gebied, omdat hij slaapt in grotten of oude mijnen. In het noorden kunnen het hele jaar door jongen geboren worden, maar in het koudere zuiden gebeurt dat voornamelijk in november en december. Per worp worden er een of twee jongen geboren. In sommige indelingen wordt deze soort in V. pumilus geplaatst.
De rugvacht is donkerbruin tot zwart, de buikvacht wat lichter bruin. De huid is zwart. De kop-romplengte bedraagt 34 tot 46 mm, de staartlengte 31 tot 42 mm, de voorarmlengte 29,8 tot 36,7 mm, de oorlengte 9 tot 13 mm en het gewicht 2,8 tot 6,3 g.